# 奎宿增十二

三角座1，中文名为奎宿增十二。是一颗位于三角座的一颗非常黯淡的恒星，不过，它却出现在二十八宿中的奎宿中。可是它的视星等为7.531等，谁也不知道古代的中国人是如何看见它的。